# Zielona (powiat żuromiński)
Zielona – wieś w Polsce położona w województwie mazowieckim, w powiecie żuromińskim, w gminie Kuczbork-Osada. Ma status sołectwa.
Do 1954 roku istniała gmina Zielona. 
Od 1 stycznia 1973 do 4 października 1973 w gminie Żuromin. 5 października 1973 sołectwo Zielona włączono do gminy Kuczbork-Osada.
W latach 1975–1998 miejscowość należała administracyjnie do województwa ciechanowskiego.
Przez miejscowość przebiega droga wojewódzka nr 563.
Najstarsze luźne znaleziska świadczące o osadnictwie na terenie wsi pochodzą z II w n.e. Pierwsza wzmianka dotycząca miejscowości datuje się na rok 1351. Z 1369 roku pochodzi dokument przekazujący Adamowi Śwince wieś Zieloną przez Piotra ze Strzyg, stolnika dobrzyńskiego. W roku 1383 książę Siemowit IV zatwierdza dokumentem, że Zielona jest własnością Adama Świnki.
Parafia pw. św. Marcina należąca do dekanatu żuromińskiego została erygowana w I połowie XIV wieku. Po raz pierwszy była wzmiankowana w 1449 r. W XV wieku Jan Świnka, sędzia zawkrzeński, późniejszy kasztelan płocki jest właścicielem Zielonej, Chojnowa, Niedziałek. W wieku XVI Zielona była jedną z największych wsi w Polsce, posiada 133 włóki i ponad 400 mieszkańców. Feliks Świnka-Zielinski pełnił urząd podsędka płockiego. Był posłem ziemi płockiej na sejm walny.
Ostatnim właścicielem Zielonej z rodu Świnków była Franciszka Zielińska, która wyszła za mąż za Karola Kisielnickiego. Po jej śmierci pod koniec XVIII wieku majątek przeszedł we władanie Kisielnickich. Włodzimierz Kisielnicki to przedstawiciel polskiego pozytywizmu, członek stronnictwa białych przed powstaniem styczniowym oraz Towarzystwa Rolniczego, organizator kursów rolniczych, prekursor nowoczesnego rolnictwa. W latach 1842–1877 wybudowany został neorenesansowy pałac w otoczeniu romantycznego parku pałacowego typu włoskiego.